# Bokeh

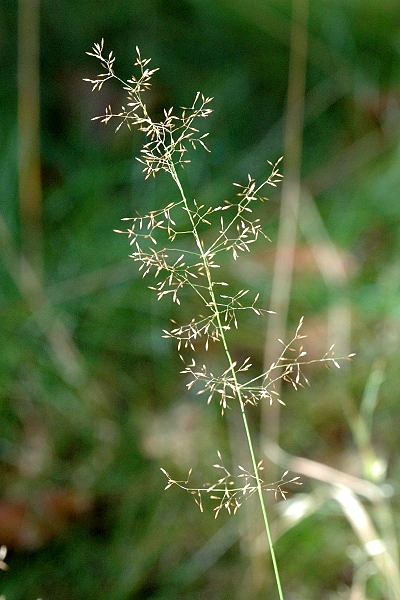
Foto met matige bokeh

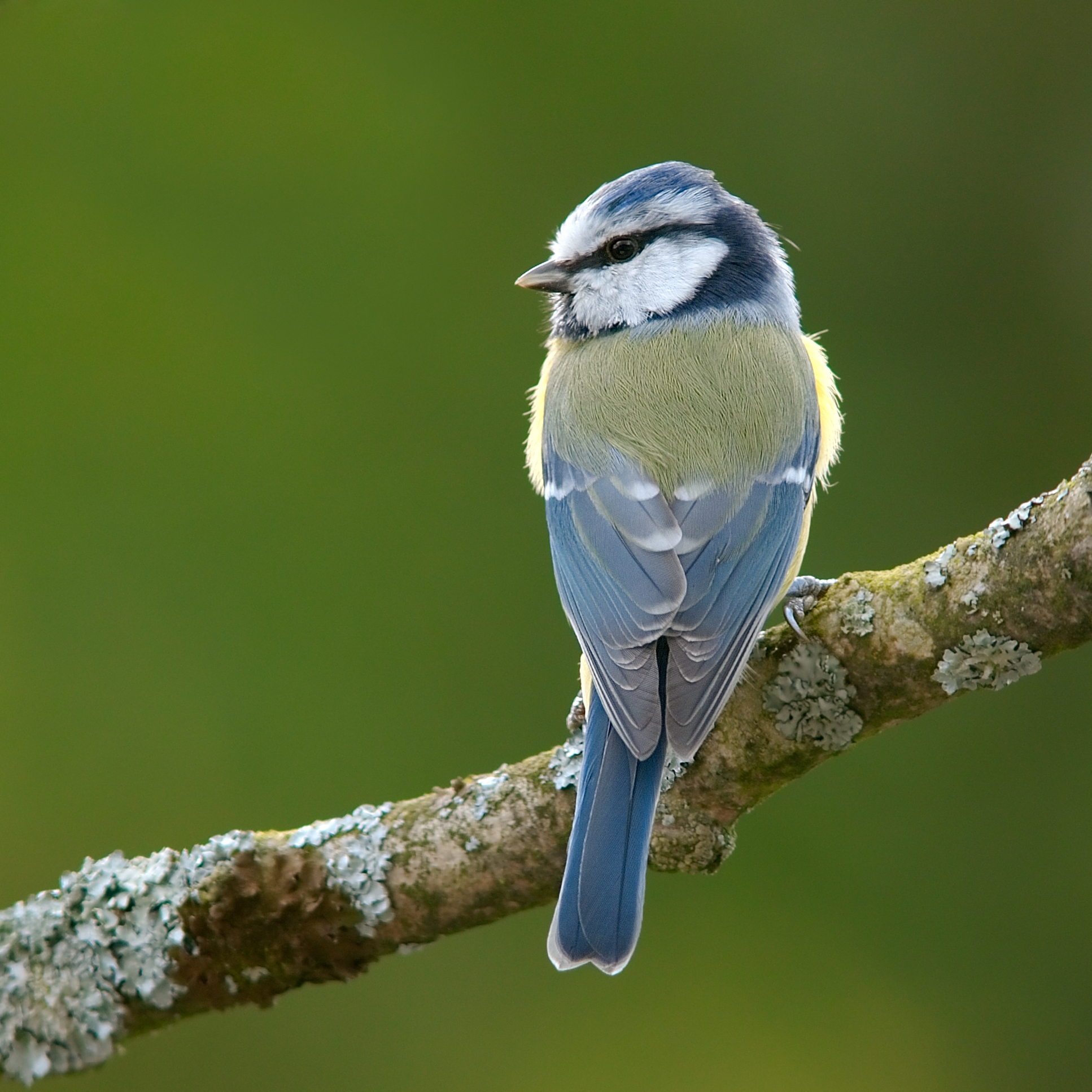
Foto met volledige bokeh

Bokeh drukt de kwaliteit van de onscherpte in een foto uit. Het gaat om de onscherpte die ontstaat doordat het voorwerp buiten het scherptevlak ligt. Bewegingsonscherpte valt hier niet onder.

## Lensconstructie
Bokeh wordt bepaald door het ontwerp van het objectief. Hierbij speelt de vorm van het diafragma een rol, maar ook de plaats in het objectief en de manier waarop een objectief is gecorrigeerd voor sferische aberratie.
Niet elke fabrikant van objectieven besteedt evenveel aandacht aan bokeh. Vaak is er sprake van een afweging tussen enerzijds maximale scherpte in het scherptevlak en anderzijds een langzaam afnemende onscherpte. Er is een verschil tussen West-Europese fabrikanten van objectieven en de manier waarop Japanse fabrikanten met onscherpte omgaan.

## Weergave van onscherpte
Bepalend voor de onscherpte is de manier waarop een punt wordt weergegeven dat buiten het scherptevlak ligt. Licht afkomstig van zo'n punt zal niet in één beeldpunt geconcentreerd worden, maar het wordt verspreid over een groter oppervlak (zie ook verstrooiingscirkel). Een verdeling met een helder centrum en een afnemende helderheid naar de randen toe lijkt ideaal voor een goede onscherpteweergave. Met een dergelijke weergave van beeldpunten wordt een zacht beeld gecreëerd.
Een schijf met uniforme helderheid is ook mogelijk. Vaak is in deze schijf de vorm van het diafragma te herkennen. Daarom is een circulair diafragma wenselijk. Tot slot is het mogelijk dat de helderheid aan de rand van de schijf groter is en zelfs dat het centrum van de schijf afwezig is. Dit levert zogenaamde 'ni-sen' bokeh op, dat herkenbaar is aan dubbele lijnen. Het beeld kan als onrustig en onaangenaam worden ervaren.

## Het belang van bokeh
Bokeh die niet afleidt van het hoofdonderwerp, wordt vrij algemeen gewaardeerd en als aangenaam bestempeld. Naast de relatie tot het scherpe hoofdonderwerp kan een onscherp deel van het beeld ook een zelfstandige functie hebben en als zodanig mooi gevonden worden. Mensen met een westerse culturele achtergrond hebben meer aandacht voor het scherpe hoofdonderwerp, terwijl mensen uit de oosterse cultuur de omgeving, de achtergrond eerst met hun ogen zullen verkennen.
Aan de opkomst en de verspreiding van het begrip bokeh hebben Oren Grad, Harold Merklinger en John Kennerdell bijgedragen.

## Herkomst van het woord
Het woord 'boke' werd overgenomen uit de Japanse taal. Het betekent 'onscherpte'. Boke is het tegenovergestelde van 'pinto', een ander Japans woord dat naar de scherpte in een foto verwijst. 'Pinto' lijkt overigens afgeleid te zijn van het Engelse 'point' (point of focus) of zelfs van het Nederlandse 'punt'.
De transcriptie of schrijfwijze 'bokeh' werd in 1997 geïntroduceerd door Mike Johnston in het tijdschrift Photo Techniques. Om de correcte uitspraak van het woord 'boke' door Engelstaligen te bevorderen voegde hij de letter 'h' toe.
Aan het woord 'bokeh' wordt nu meer betekenis toegekend dan alleen de letterlijke betekenis 'onscherpte'. Het heeft betrekking op de kwaliteit van de onscherpte en wordt geassocieerd met aangename onscherpte. Voor deze nuancering zou men in het Japans het woord 'boke-aji' gebruiken.
Soms wordt de foutieve spelling 'bouquet' gebruikt, omdat men niet bekend is met de herkomst en betekenis van het woord 'bokeh'.

## Voorbeelden
Er worden objectieven geproduceerd waarbij is toegewerkt naar een speciale onscherpteweergave. Een voorbeeld van zo'n objectief is de Sony 135mm f/2,8 T4,5 STF (SAL-135F28) voor Sony en KonicaMinolta camera's. Er is zelfs een instelmogelijkheid om controle te hebben over de onscherpte-weergave. Op een kleinbeeld-camera is de beeldhoek van dit objectief geschikt voor portretfoto's, waarbij bokeh van belang is. Nikon heeft soortgelijke DC-objectieven zoals de Nikon AF DC 105mm f/2 D. De letters DC staan voor 'defocus control'.
De bokeh van spiegelobjectieven wordt in het algemeen als lelijk bestempeld. Door de spiegelconstructie worden onscherpe highlights als schijf zonder centrum (donut-vorm) weergegeven, en dat levert een onrustig beeld op.
Meer objectieven die, wat bokeh betreft, goed presteren:
- Canon EF 100mm L f/2,8 Macro en primelenzen zoals Canon EF 50mm L f/1,2 / 85mm L f/1.2 / 135mm L f/2.0
- Hasselblad
- Leica Summicron-M 35mm f/2 en Leica Summilux-M 75mm f/1,4
- Minolta AF 70-210 F/4 ("beercan")
- Nikkor AF 85mm f/1,4 D, Nikkor 105mm f/2.0 DC, Nikkor 50mm f/1.4
- Pentax FA 77mm f/1,8 limited
- Rodenstock APO-Sironar-S en Rodenstock Imagon